# Classe Duquesne (croiseur)
Pour les autres classes de navires du même nom, voir Classe Duquesne.
La classe Duquesne est la première classe de croiseurs lourds français construits rigoureusement selon les dispositions du traité de Washington de 1922. Ils sont de ce fait faiblement blindés mais ont une vitesse élevée (33 nœuds (61 km/h)) et un compartimentage très serré. Ces deux croiseurs, ainsi que le cuirassé Lorraine, le croiseur Suffren, 3 torpilleurs et 1 sous-marin formeront la Force X, qui sera basée à Alexandrie au début de la Seconde Guerre mondiale. Ces bâtiments seront internés par les Britanniques à partir du 3 juillet 1940 et reprendront le combat aux côtés des Alliés en juillet 1943. Ils rejoindront Dakar et les Forces Maritimes d'Afrique. Après avoir été modernisés, ils participeront à la Libération de la France.

## Navires de la classe
| Nom du navire | Nommé d'après      | Chantier           | Sur cale        | Lancement        | Mis en service    | Sort           |
| ------------- | ------------------ | ------------------ | --------------- | ---------------- | ----------------- | -------------- |
| Duquesne      | Abraham Duquesne   | Arsenal de Brest   | 30 octobre 1924 | 17 décembre 1925 | 6 décembre 1927   | Démoli en 1955 |
| Tourville     | Comte de Tourville | Arsenal de Lorient | 4 avril 1925    | 24 août 1926     | 1er décembre 1928 | Démoli en 1963 |